# The Gaffer
The Gaffer è una serie televisiva britannica in 20 episodi trasmessi per la prima volta nel corso di 3 stagioni dal 1981 al 1983.
È una sitcom incentrata sulle vicende di Fred Moffatt, un piccolo imprenditore inglese.

## Trama
Fred Moffatt è un sopravvissuto, solo. Barbuto, indossa un cappellaccio e un vestito sgualcito, la sua auto è un relitto arrugginito, dirige una società e deve lottare contro i sindacalisti che cercano di spillargli quanto più danaro possibile e finanche con la sua segretaria a tratti inutile. In più egli costantemente cerca di evitare i suoi creditori, tra cui l'uomo delle tasse e il direttore della banca. La serie riflette la condizione precaria di molte piccole imprese dell'epoca e aggiunge un sottofondo di humour nero tipico delle sitcom britanniche.
Nell'ultima stagione, Moffatt, dopo aver tentato inutilmente di entrare in politica, vende l'azienda ai suoi dipendenti ed emigra in Australia per un nuovo inizio, per poi tornare e riprendere l'attività dopo aver presenziato al matrimonio del figlio Spencer.

## Personaggi e interpreti
- Fred Moffatt (20 episodi, 1981-1983), interpretato da Bill Maynard.
- Betty (19 episodi, 1981-1983), interpretata da Pat Ashton.
- Harry (18 episodi, 1981-1983), interpretato da Russell Hunter.
- Ginger (15 episodi, 1981-1983), interpretato da David Gillies.
- Charlie (13 episodi, 1981-1983), interpretato da Don Crann.
- Henry Dodd (5 episodi, 1981-1983), interpretato da Keith Marsh.
- Wagstaff (4 episodi, 1981-1982), interpretato da Christopher Hancock.
- Joe Gregory (4 episodi, 1982-1983), interpretato da Alan Hockey.
- Sam (3 episodi, 1982-1983), interpretato da Daniel Moynihan.
- Ispettore nella fabbrica (2 episodi, 1981-1983), interpretato da Paddy Frost.
- Consigliere Brownlow (2 episodi, 1982-1983), interpretato da Mike Savage.
- Williams (2 episodi, 1982), interpretato da Milton Johns.
- Mary (2 episodi, 1983), interpretata da Lisa David.

## Produzione
La serie, ideata da Graham White, fu prodotta da Yorkshire Television. Il regista è Alan Tarrant, lo sceneggiatore Graham White.

## Distribuzione
La serie fu trasmessa nel Regno Unito dal 9 gennaio 1981 al 5 luglio 1983 sulla rete televisiva Independent Television.

## Episodi
| Stagione         | Episodi | Prima TV Regno Unito |
| ---------------- | ------- | -------------------- |
| Prima stagione   | 6       | 1981                 |
| Seconda stagione | 7       | 1982                 |
| Terza stagione   | 7       | 1983                 |